# Marc Juni Silà (cònsol any 46)
Marc Juni Silà (en llatí Marcus Junius Silanus) va ser un magistrat romà, Era fill d'Appi Juni Silà. Va néixer el mateix any en què August va morir, l'any 14, i era rebesnet d'aquest emperador. Plini diu que August encara va viure per veure'l. Formava part de la gens Júnia i era de la família dels Silà.
Va ser elegit cònsol en el regnat de Claudi l'any 46 junt amb Publi Valeri Asiàtic. L'any 54 aC, en temps de Neró, va ser procònsol d'Àsia. Va ser enverinat per ordre d'Agripina Menor, la mare de Neró, que temia que no volgués venjar la mort del seu germà Luci Juni Silà o que per ser descendent d'August fos preferible a Neró. Tàcit diu no obstant que no tenia cap ambició, i que Cal·lígula l'anomenava Pecus aurea, (xai, o home covard, daurat). Els executors foren Publi Cèler i el llibert Heli.